# Frenk van der Kleij
Frenk van der Kleij (Den Haag, 3 februari 1961) is een Nederlands voormalig voetballer die speelde als aanvaller.

## Clubcarrière
Van der Kleij is geboren in Den Haag. Hij begon te voetballen in de jeugd bij Quick Boys en maakte de overstap naar Jong Feyenoord. Uiteindelijk maakte hij de overstap naar het eerste elftal van Feyenoord. Na één seizoen vertrok hij naar HFC Haarlem nadat het avontuur mislukte bij Feyenoord. HFC Haarlem moest 6000 gulden betalen aan Feyenoord voor een transfer van Van der Kleij. Als Feyenoorder haalde Van der Kleij in dat ene jaar, dat hij in Rotterdam speelde, nooit de Eredivisie. Als Haarlemmer wel. Van der Kleij maakte zijn debuut voor HFC Haarlem, Hij moest spelen tegen FC Utrecht en het werd gelijk gespeeld. Van der Kleij kreeg geen contractverlenging meer. Van der Kleij avontuur mislukt ook bij HFC Haarlem. Hierna ging hij naar zijn oude voetbalclub. Maar na één seizoen had hij nog een kans om op professioneel niveau te spelen en vertrok hij naar SVV. Hij had maar 32 wedstrijden gespeeld en 11 doelpunten gescoord. Hij kon hierna kiezen voor clubs als De Graafschap, N.E.C. en sc Heerenveen die interesse in hem hadden. Uiteindelijk koos hij voor een vertrek naar De Graafschap. De Graafschap wilde hem een contractverlenging aanbieden maar RBC en Excelsior hadden interesse in hem maar Van der Kleij verkoos Quick Boys boven deze clubs.
Hierna speelde Van der Kleij bij Kozakken Boys en K.v.v. Quick Boys.

## Trainercarrière

### SV Den Hoorn
Op 23 december 2002 werd bekend dat Van der Kleij trainer van SV Den Hoorn werd. Den Hoorn verkeerde op dat moment in degradatiezorgen, maar toch kwamen het bestuur en Van der Kleij een verlenging van het contract overeen.

### Valken '68
Op 3 januari 2005 werd bekend dat Van der Kleij naar Valken ‘68 vertrok waar hij Piet van Duijn opvolgde.

### HVC '10
Met Frenk van der Kleij als trainer werd Hoekse Boys in het seizoen 2009-2010 op kampioen van de 4e klasse C. Van de 24 wedstrijden werden er 21 gewonnen. De doelcijfers waren 110 doelpunten voor en 19 tegen.

### FC Rijnvogels
Op 30 juni 2012 werd bekend dat Van der Kleij was ontslagen bij FC Rijnvogels.

### VV Benschop
Op 28 januari 2015 werd bekend dat Van der Kleij trainer van VV Benschop Werd. Op 3 maart 2016 werd hij ontslagen vanwege een 'verstoorde arbeidsrelatie' volgens het bestuur.

### TAVV
Op 19 januari 2018 werd bekend dat Van der Kleij trainer van TAVV werd en volgde hij Niels Slottje op. Op 30 januari 2020 werd bekend dat hij ging stoppen bij TAVV.

### SV ARC
Op 18 april 2020 werd bekend dat Van der Kleij trainer van SV ARC werd bij het Tweede elftal.

### BVV Barendrecht
Op 1 juni 2022 werd bekend dat Van der Kleij trainer van BVV Barendrecht werd bij de jeugd.

### SV DSO
Op 30 januari 2025 werd bekend dat Van der Kleij trainer werd van SV DSO.